# 森田 (福井市)
森田（もりた）は、福井県福井市の九頭竜川から春江町側の地域。九頭竜ブロック(市北部・九頭竜川右岸)に属する。

## 歴史
1967年（昭和42年）7月までは吉田郡森田町であったが合併し福井市となった。

## 施設
- 福井市森田中学校
- 福井市森田小学校
- 仁愛女子短期大学
- ハピラインふくい線 - 森田駅

## 寺社
- 白峯山重陽寺蹟
  - 白山神社
- 八幡神社
- 日吉神社
- 来迎堂厳教寺
- 香雲寺
- 浄因寺
- 無量寺

## 石碑
- 一里塚碑
- 四十八艘記念碑
- 稲多宿場記念碑
- 明治天皇御駐輦碑
- 九頭竜橋架橋記念碑
- 芳野川樋門竣工記念碑